# Könnigde
Könnigde is een plaats en voormalige gemeente in de Duitse deelstaat Saksen-Anhalt, en maakt deel uit van de gemeente Bismark (Altmark) in de Landkreis Stendal.
Könnigde telde, begin 2022, 141 inwoners. Het plattelandsdorpje is tevens een van de 20 Ortschaften van de gemeente Bismark. Het ligt 3 kilometer ten zuidoosten van het gelijknamige stadje.
Zoals in de gehele regio, woonden hier van de 8e tot en met de 11e eeuw mensen, die tot Slavische volkeren behoorden. Vanaf de 12e en 13e eeuw werden er, in het kader van de Oostkolonisatie, boeren uit Vlaanderen en de westelijke Duitse landen uitgenodigd, hier boerderijen te beginnen. Veel van de dorpjes behielden hun Slavische naam, zij het verbasterd. De plaatsnaam Könnigde bijvoorbeeld, is van een Sorbisch woord konja, paard, afgeleid.
De toren van de, thans evangelisch-lutherse, dorpskerk dateert van omstreeks 1150. Het bouwvallig geworden schip van de kerk werd in 1898 door nieuwbouw vervangen.